# Allium iranicum
Allium iranicum — вид рослин з родини амарилісових (Amaryllidaceae); поширений в Ірані й пн. Іраку. 2n = 32.

## Поширення
Поширений в Ірані й північному Іраку.